# Лазейка Гёделя
Лазейка Гёделя (англ. Gödel’s Loophole) — предполагаемое «внутреннее противоречие» в Конституции США, которое австрийско-американский логик, математик и аналитический философ Курт Гёдель постулировал в 1947 году. Лазейка позволила бы законно превратить американскую демократию в диктатуру. Гёдель рассказал своему другу Оскару Моргенштерну о существовании изъяна, а Моргенштерн в то же самое время рассказал о нём Альберту Эйнштейну. Однако в своих воспоминаниях об инциденте в 1971 году Моргенштерн не передал точную формулировку проблемы, которую обозначил Гёдель. Это привело к спекуляциям о точной природе того, что стало называться «лазейкой Гёделя». Ф. Э. Герра-Пухоль назвал её «одной из величайших нерешённых проблем конституционного права».

## Фон
Когда Гёдель готовился к тесту на американское гражданство в 1947 году, он столкнулся с тем, что он описал как «внутреннее противоречие» в Конституции США. В то время он находился в Институте перспективных исследований в Принстоне, штат Нью-Джерси, где он был хорошим другом Альберта Эйнштейна и Оскара Моргенштерна. Гёдель рассказал Моргенштерну об изъяне в конституции, который, по его словам, позволил бы Соединённым Штатам законно стать фашистским государством. Моргенштерн пытался убедить Гёделя, что это вряд ли произойдет, но Гёдель по-прежнему был очень обеспокоен этим. Он был австрийцем по рождению и, пережив государственный переворот 1933 года и сбежав из нацистской Германии после Аншлюса, имел основания беспокоиться о жизни в фашистской диктатуре. Моргенштерн провёл ряд дискуссий с Гёделем о своих опасениях, а также рассказал о них Эйнштейну.
Когда несколько месяцев спустя наступила дата теста, Гёдель поехал сдавать его в суд в Трентоне, штат Нью-Джерси. Везли Гёделя Моргенштерн и Эйнштейн, которые должны были выступить в качестве его свидетелей. Оба уже сдали тест на гражданство и стали натурализованными гражданами Соединённых Штатов. В какой-то момент во время поездки Эйнштейн, сидевший на переднем сиденье, повернулся к Гёделю, который был на заднем сиденье, и спросил, зная о его беспокойстве: «Итак, Гёдель, вы действительно хорошо подготовлены к этому экзамену?». По словам Моргенштерна, целью Эйнштейна, когда он задавал этот вопрос, было вывести Гёделя из себя, и реакция Гёделя в итоге позабавила его.
В здании суда свидетели обычно остаются снаружи комнаты во время экзамена на гражданство, но поскольку такая знаменитость, как Эйнштейн, была вовлечена и судья Филипп Форман принял присягу на гражданство у Эйнштейна, пригласили всех троих. В ходе экзамена Форман спросил Гёделя, какое правительство было в Австрии, на что тот ответил: «Это была республика, но с такой конституцией, что в конечном итоге она превратилась в диктатуру». Судья прокомментировал, что это не могло бы произойти в США, и Гёдель ответил: «О, да, я могу это доказать», но судья отказался продолжать рассмотрение этого вопроса.

## Природа лазейки Гёделя
Поскольку точная природа лазейки Гёделя никогда не публиковалась, то, что это такое, точно неизвестно. В статье 2012 года «Gödel’s Loophole» Ф. Э. Герра-Пухоль предполагает, что лазейка находится в Статье V, описывающей процесс внесения изменений в Конституцию США. Лазейка заключается в том, что процедуры Статьи V могут быть применены к самой Статье V. Поэтому её можно изменить в «нисходящем» направлении, что упрощает повторное изменение статьи в будущем. Таким образом, даже если, как сейчас, внесение поправок в Конституцию затруднено, как только Статья V будет изменена в сторону понижения, следующая попытка сделать это будет проще, а следующая — ещё проще.
Другие авторы предполагают, что Гёдель мог иметь в виду и другие аспекты Конституции, включая злоупотребление джерримендерингом, коллегией выборщиков и президентским помилованием.

## Последствия и приём
Заметки Оскара Моргенштерна об этом инциденте были опубликованы только в 2019 году, поэтому все опубликованные до этого времени отчёты не используют эти воспоминания от первого лица. Моргенштерн оказался неправ в некоторых деталях, например, в годе теста на гражданство Гёделя, который установлен им как 1947, а не 1946. Многие версии истории были опубликованы до публикации заметок Моргенштерна, и каждая версия различается в своих деталях. Например, в рассказе математика и автора научной фантастики Руди Рюкера об этой истории в его романе 2008 года «Влюблённые математики» (англ. Mathematicians in Love) Гёдель бежит к Эйнштейну с новостями, и Эйнштейн успокаивает Гёделя.
Версии этой истории также можно найти в книгах «Логические дилеммы: жизнь и творчество Курта Гёделя» (1997) Джона У. Доусона, «E: Его жизнь, его мысли и его влияние на нашу культуру» (2006) под редакцией Дональда Голдсмита и Марсии Бартусяк, «Неполнота: доказательство и парадокс Курта Гёделя» (2006) Ребекки Голдштейн, «Гёдель: жизнь логики, разума и математики» (2009) Джона Л. Касти и Вернера ДеПаули, «Неконституционные поправки в конституцию: пределы полномочий по внесению поправок» (2017) Янива Рознаи, «Когда Эйнштейн гулял с Гёделем: экскурсии на край мысли» (2018) Джима Холта и др.